# Чжоу Хайбинь
Чжоу Хайбинь (кит. трад. 周海濱, упр. 周海滨, пиньинь Zhōu Hǎibīn; 19 июля 1985, Далянь, Ляонин) — китайский футболист, полузащитник клуба «Шаньдун Лунэн». Игрок национальной сборной Китая по футболу.

## Карьера

### Клубная карьера
В октябре 1999 года в возрасте 14 лет Чжоу Хайбинь поступил в Футбольную школу «Шаньдун Лунэн». Начал выступать за первую команду во второй половине сезона 2002/03 годов и с тех пор является игроком основы. Дебютный гол за клуб провёл 31 июля 2003 года в игре чемпионата Китая в игре против команды «Шэньян Цзиньдэ». Его удачные выступления за «Шаньдун» привели его к «звёздному» статусу в китайском футболе.
Всего Чжоу забил 21 гол — 18 в чемпионате, один — в Кубке Китая, один — в Лиге чемпионов Азии, один — в Кубке чемпионов Восточной Азии.
В феврале 2009 года Чжоу на правах свободного агента перешёл в «ПСВ Эйндховен». Однако, при переходе обнаружились некоторые сложности, в частности, претензии по переходу были у КФА.
7 февраля 2009 года «ПСВ» на официальном сайте подтвердил информацию о переходе Чжоу Хайбиня. Игрок подписал контракт на год с возможностью продления на 2,5 года, а также получил возможность немедленно выступать за новый клуб. 7 октября 2009 года тренер «ПСВ» Фред Рюттен в интервью газете «Algemeen Dagblad» отметил, что клуб не будет продлевать контракт, и 28 декабря он был расторгнут.
10 января 2010 года Чжоу вновь вернулся в родную команду.

### Особенности игры
Чжоу Хайбинь играет на позиции опорного полузащитника, также по необходимости может сыграть правого вингера или на позиции второго нападающего. Игрок отличается хладнокровием и хорошим видением поля. В национальную команду игрок попал в возрасте 21 года, когда представлял Китай на Кубке Азии 2007. Тренер «ПСВ» Эдри ван Краай описывает его как «игрока европейского уровня». В Китае Чжоу является чем-то вроде национального идола. Являясь выпускником футбольной школы «Шаньдуна» Чжоу стал любимым игроком фанатов клуба, хотя некоторые высказывались против его перехода в Эйре-дивизион. Чжоу рассматривался как один из плеяды молодых талантов, а также будущая «звезда» национальной сборной. Агентами Чжоу выступали нидерландский агент ФИФА и Ромэйн У. Также они занимались переходами других известных игроков национальной сборной Китая.

### Международная карьера
За национальную команду игрок начал выступать за молодёжную сборную А, выиграв с ней в национальном первенстве Китая до 17 лет. В 2000 году игрок был вызван в молодёжную сборную до 16 лет, а в 2001 году вновь выиграл национальное первенство до 17 лет. 1 июня 2004 года Чжоу стал самым молодым игроком, который забил гол за национальную сборную. Предыдущим рекордсменом был Сунь Цзихай. Гол состоялся в игре против команды Венгрии.

### Голы за национальную сборную
Голы Китая представлены первыми.
| № | Дата            | Место            | Соперник         | Голы | Результат | Соревнование                                             |
| - | --------------- | ---------------- | ---------------- | ---- | --------- | -------------------------------------------------------- |
| 1 | 1 июня 2004     | Китай, Тяньцзинь | Венгрия          | 1-1  | 2-1       | Товарищеский матч                                        |
| 2 | 17 февраля 2008 | Китай, Чунцин    | Республика Корея | 1-1  | 2-3       | Чемпионат Восточной Азии по футболу 2008                 |
| 3 | 14 июня 2008    | Китай, Тяньцзинь | Ирак             | 1-0  | 1-2       | Чемпионат мира по футболу 2010 (отборочный турнир, Азия) |

## Достижения
«Шаньдун Лунэн»
- Чемпион Китая : 2006, 2008